# Monocat
Le monocat est un type de bateau multicoque à trois flotteurs, une à l'avant et deux à l'arrière. Plus étroit que les trimarans et catamarans, il supporte mieux la surcharge[réf. nécessaire]. On doit notamment à l'architecte Jacques Fauroux la conception de quelques unités, dont l’Alcyone du commandant Cousteau, et quelques unités de plaisance. Le concept se décline en voilier ou bateau à moteur. Malgré ses avantages, à savoir stabilité des multicoques et encombrement moindre des monocoques, on ne croise que rarement des bateaux de ce type.